# Ambachtalbrücke

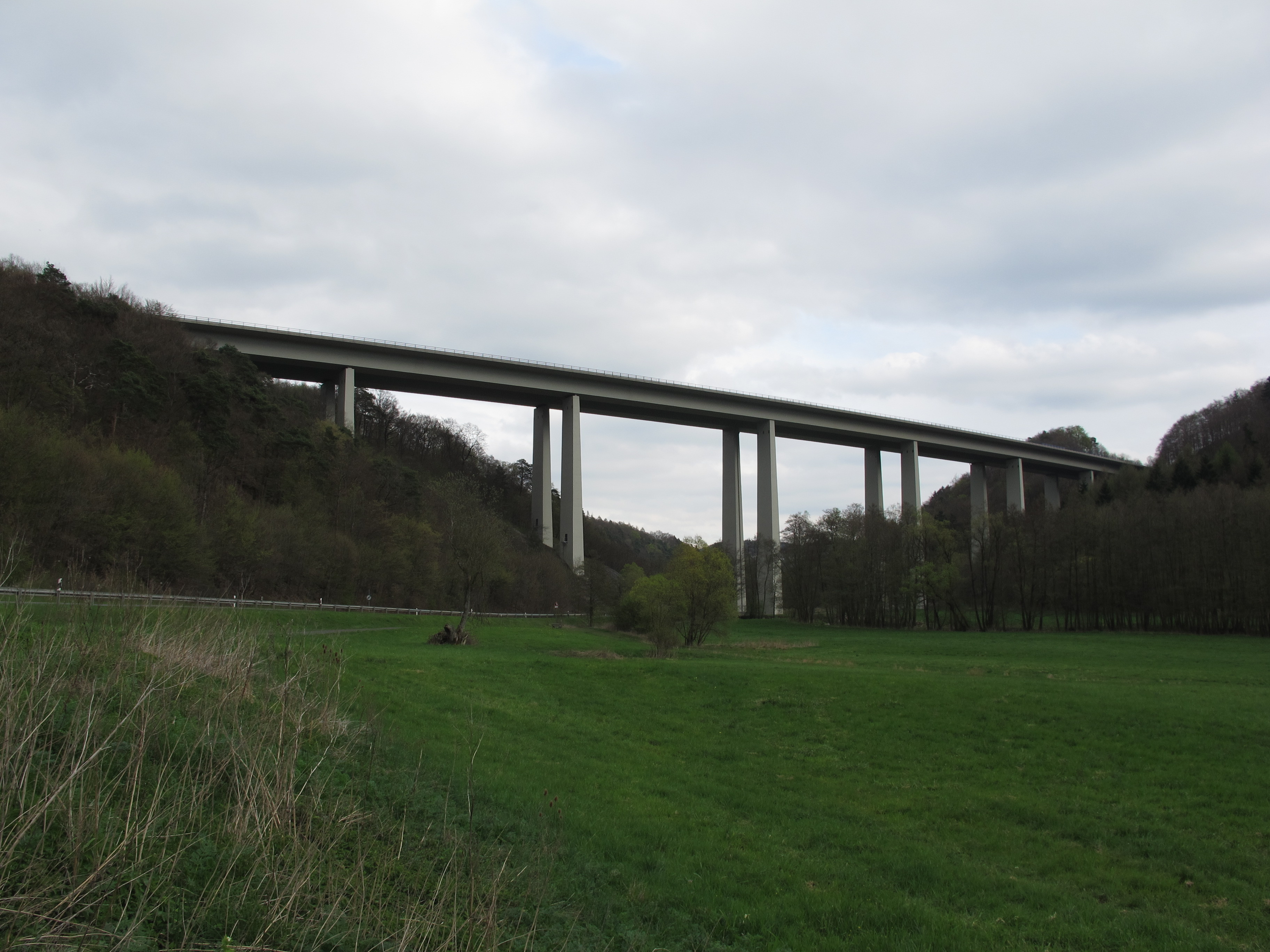
Blick vom Tal

Die Ambachtalbrücke ist eine Autobahnbrücke und gehört zur Bundesautobahn 45. Sie befindet sich zwischen den Städten Dillenburg und Herborn (Hessen) in der Nähe des Ortes Burg.
Errichtet wurde das als Talbrücke ausgeführte Bauwerk im Jahr 1968 durch die Unternehmen Dyckerhoff & Widmann und Wayss & Freytag aus Frankfurt am Main. Die Spannbetonkonstruktion der Balkenbrücke ist insgesamt 438 m lang, wobei das längste Feld 68 m überbrückt. Der Brückenkörper wird von einem Hohlkasten gebildet.
Überregionale Bekanntheit erlangte die Ambachtalbrücke durch die Entführung des Unternehmers und Springreiters Hendrik Snoek. Der Geschäftsführer des Verbrauchermarktes Ratio war am 3. November 1976 von zwei Tätern aus seiner Wohnung in Münster entführt und in einen 52 Meter hoch gelegenen Hohlraum eines der Brückenpfeiler verbracht und angekettet worden. Zwei Tage später gelang es Snoek, Papierfetzen durch eine Öffnung in der Betonwand hinab zu werfen. Ein Mitarbeiter der Stadt Herborn bemerkte das und verständigte die Polizei. Sie fand das Versteck des Entführten und befreite ihn. 1978 verurteilte das Landgericht Münster einen der Entführer zu 13 Jahren Haft.
Koordinaten: 50° 42′ 11,46″ N, 8° 17′ 18,55″ O